# گریت بلکنهم
گریت بلکنهم (به انگلیسی: Great Blakenham) یک روستا و محله مدنی در بریتانیا است که در Mid Suffolk واقع شده‌است.